# Boxning vid olympiska sommarspelen 1996
Boxningen vid olympiska sommarspelen 1996 i Atlanta innehöll 12 olika viktklasser och var endast öppen för herrar. Flest medaljer tog Kuba och USA. 

## Medaljtabell
| Klass                       | Guld                        | Silver                          | Brons                          |
| Lätt flugvikt Detaljer...   | Daniel Petrov · Bulgarien   | Mansueto Velasco · Filippinerna | Oleh Kyrjuchin · Ukraina       |
| Lätt flugvikt Detaljer...   | Daniel Petrov · Bulgarien   | Mansueto Velasco · Filippinerna | Rafael Lozano · Spanien        |
| Flugvikt Detaljer...        | Maikro Romero · Kuba        | Bulat Jumadilov · Kazakstan     | Zoltan Lunka · Tyskland        |
| Flugvikt Detaljer...        | Maikro Romero · Kuba        | Bulat Jumadilov · Kazakstan     | Albert Pakejev · Ryssland      |
| Bantamvikt Detaljer...      | István Kovács · Ungern      | Arnaldo Mesa · Kuba             | Vichai Khadpo · Thailand       |
| Bantamvikt Detaljer...      | István Kovács · Ungern      | Arnaldo Mesa · Kuba             | Raimkul Malachbekov · Ryssland |
| Fjädervikt Detaljer...      | Kamsing Somluck · Thailand  | Serafim Todorov · Bulgarien     | Pablo Chacón · Argentina       |
| Fjädervikt Detaljer...      | Kamsing Somluck · Thailand  | Serafim Todorov · Bulgarien     | Floyd Mayweather Jr. · USA     |
| Lättvikt Detaljer...        | Hocine Soltani · Algeriet   | Tontcho Tontchev · Bulgarien    | Terrance Cauthen · USA         |
| Lättvikt Detaljer...        | Hocine Soltani · Algeriet   | Tontcho Tontchev · Bulgarien    | Leonard Doroftei · Rumänien    |
| Lätt weltervikt Detaljer... | Héctor Vinent · Kuba        | Oktay Urkal · Tyskland          | Fathi Missaoui · Tunisien      |
| Lätt weltervikt Detaljer... | Héctor Vinent · Kuba        | Oktay Urkal · Tyskland          | Bolat Niyazymbetov · Kazakstan |
| Weltervikt Detaljer...      | Oleg Sajtov · Ryssland      | Juan Hernández Sierra · Kuba    | Daniel Santos · Puerto Rico    |
| Weltervikt Detaljer...      | Oleg Sajtov · Ryssland      | Juan Hernández Sierra · Kuba    | Marian Simion · Rumänien       |
| Lätt mellanvikt Detaljer... | David Reid · USA            | Alfredo Duvergel · Kuba         | Jermachan Ibraimov · Kazakstan |
| Lätt mellanvikt Detaljer... | David Reid · USA            | Alfredo Duvergel · Kuba         | Karim Tulaganov · Uzbekistan   |
| Mellanvikt Detaljer...      | Ariel Hernández · Kuba      | Malik Beyleroğlu · Turkiet      | Rhoshii Wells · USA            |
| Mellanvikt Detaljer...      | Ariel Hernández · Kuba      | Malik Beyleroğlu · Turkiet      | Mohamed Bahari · Algeriet      |
| Lätt tungvikt Detaljer...   | Vasilij Dzjirov · Kazakstan | Lee Seung-Bae · Sydkorea        | Antonio Tarver · USA           |
| Lätt tungvikt Detaljer...   | Vasilij Dzjirov · Kazakstan | Lee Seung-Bae · Sydkorea        | Thomas Ulrich · Tyskland       |
| Tungvikt Detaljer...        | Félix Savón · Kuba          | David Defiagbon · Kanada        | Nate Jones · USA               |
| Tungvikt Detaljer...        | Félix Savón · Kuba          | David Defiagbon · Kanada        | Luan Krasniqi · Tyskland       |
| Supertungtvikt Detaljer...  | Vladimir Klitsjko · Ukraina | Paea Wolfgram · Tonga           | Duncan Dokiwari · Nigeria      |
| Supertungtvikt Detaljer...  | Vladimir Klitsjko · Ukraina | Paea Wolfgram · Tonga           | Aleksej Lezin · Ryssland       |

## Medaljfördelning
| Medaljfördelning |              |      |        |       |        |
| Placering        | Nation       | Guld | Silver | Brons | Totalt |
| 1                | Kuba         | 4    | 3      | 0     | 7      |
| 2                | Bulgarien    | 1    | 2      | 0     | 3      |
| 3                | Kazakstan    | 1    | 1      | 2     | 4      |
| 4                | USA          | 1    | 0      | 5     | 6      |
| 5                | Ryssland     | 1    | 0      | 3     | 4      |
| 6                | Algeriet     | 1    | 0      | 1     | 2      |
| 6                | Thailand     | 1    | 0      | 1     | 2      |
| 6                | Ukraina      | 1    | 0      | 1     | 2      |
| 9                | Ungern       | 1    | 0      | 0     | 1      |
| 10               | Tyskland     | 0    | 1      | 3     | 4      |
| 11               | Kanada       | 0    | 1      | 0     | 1      |
| 11               | Filippinerna | 0    | 1      | 0     | 1      |
| 11               | Sydkorea     | 0    | 1      | 0     | 1      |
| 11               | Tonga        | 0    | 1      | 0     | 1      |
| 11               | Turkiet      | 0    | 1      | 0     | 1      |
| 16               | Rumänien     | 0    | 0      | 2     | 2      |
| 17               | Argentina    | 0    | 0      | 1     | 1      |
| 17               | Nigeria      | 0    | 0      | 1     | 1      |
| 17               | Puerto Rico  | 0    | 0      | 1     | 1      |
| 17               | Spanien      | 0    | 0      | 1     | 1      |
| 17               | Tunisien     | 0    | 0      | 1     | 1      |
| 17               | Uzbekistan   | 0    | 0      | 1     | 1      |
| 17               | Kenya        | 0    | 0      | 1     | 1      |